# Pentax *ist Ds
Die im Herbst 2004 eingeführte digitale Spiegelreflexkamera Pentax *ist Ds ist eine Weiterentwicklung der Pentax *ist D. Mit diesem Modell sollten verstärkt Einsteiger in die digitale Spiegelreflexkamera-Fotografie angesprochen werden.

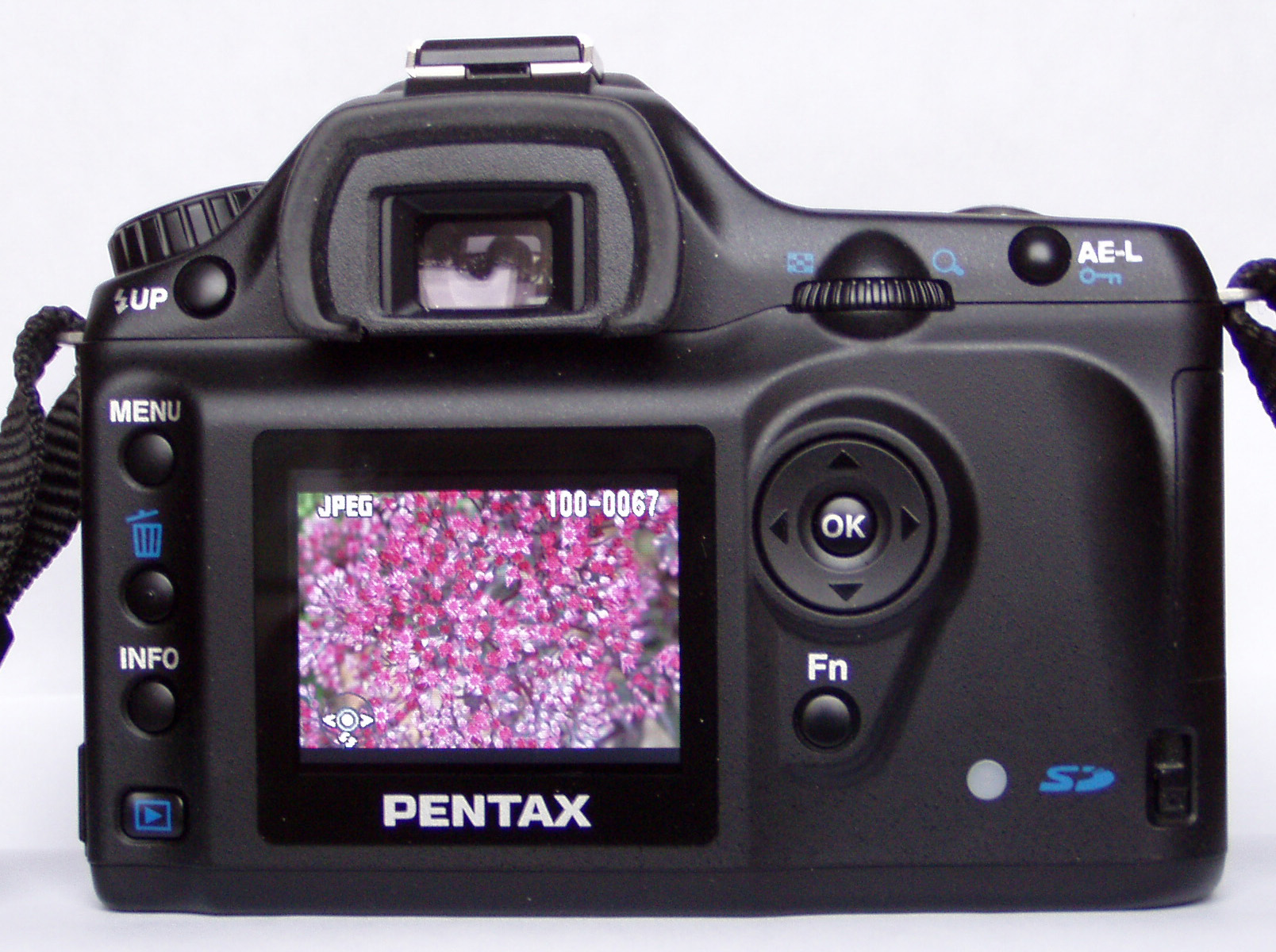
Rückansicht

So wurde das Display auf 2 Zoll vergrößert und einige Motivprogramme hinzugefügt. Im Gegensatz zur *ist D erfolgt die Datenspeicherung auf den kleineren SD-Karten, was dazu beträgt, dass Baugröße und Gewicht der Kamera weiter reduziert werden konnten. Beibehalten bei dieser Kamera wurde die auswechselbare Mattscheibe, über die das preiswertere Schwestermodell *ist DL nicht verfügt, sowie der sehr helle Pentaprismensucher mit vergleichsweise großem Sucherbild, der bei der *ist DL sowie den nachfolgenden Einsteigermodellen durch einen leichteren und preiswerteren Spiegelsucher ersetzt wurde.
Für die *ist Ds stehen Firmware-Updates bis zur Version 2.02 mit Unterstützung für SDHC-Speicherkarten mit 4 GB oder größer zur Verfügung.

## Pentax *ist Ds2 und Samsung GX-1S
Im August 2005 kündigte Pentax ein leicht verändertes Nachfolgemodell an, das ursprünglich nur für den außereuropäischen Markt gedacht war. Das hervorstechende Merkmal der Pentax *ist Ds2 gegenüber dem Vorgänger ist ein auf 2,5 Zoll vergrößerter Monitor. Zusätzliche Firmwareveränderungen der *ist Ds2 stellte Pentax auch für die *ist Ds zur Verfügung. In Europa wurde anfänglich nur das baugleiche Schwestermodell Samsung GX-1S angeboten, im Herbst 2006 jedoch auch die *ist Ds2 in den Handel gebracht.